# Tấn công bằng xe vận tải Stockholm 2017
Cuộc tấn công bằng xe vận tải ở Stockholm năm 2017 xảy ra vào ngày 7 tháng 4 vào khoảng 14:55 giờ địa phương (12:55 UTC) ở trung tâm Stockholm, thủ đô của Thụy Điển. Theo cơ quan An ninh Thụy Điển SÄPO, một chiếc xe tải chạy nhanh đã lao vào đám đông dọc theo con phố dành cho người đi bộ Drottninggatan trước tông vào cửa hiệu của Åhléns, giết chết ít nhất ba người và làm bị thương nhiều người khác.
Thủ tướng Thụy Điển Stefan Löfven và cảnh sát địa phương đang xem tình hình như là một cuộc tấn công của khủng bố, Tòa nhà Quốc hội và hệ thống tàu điện ngầm Stockholm bị khóa lại để bảo đảm an ninh. Spendrups, hãng bia sở hữu xe tải, cho biết chiếc xe đã bị chiếm đoạt cùng ngày trong khi người lái xe đang giao hàng.

## Nghi phạm

### Nghi phạm chính
Cảnh sát Thụy Điển ban đầu công bố hình ảnh của một người đàn ông đội một chiếc áo khoác trùm đầu, mà họ muốn hỏi cung liên quan tới cuộc tấn công. Vào tối ngày 8 tháng 4, một người đàn ông bị cho là người nêu trên bị bắt ở Märsta, phía bắc Stockholm, bị nghi ngờ là thủ phạm khủng bố của vụ tấn công . Cảnh sát cho biết, người bị bắt đã có "hành xử đáng ngờ với những thương tích nhẹ"  và bị cho là đã lái xe tải . Người bị tình nghi là Rakhmat Akilov, 39 tuổi, đến từ Uzbekistan, người đã bị liệt vào danh sách trục xuất vào năm 2016 sau khi đơn xin cư trú hợp pháp ở Thụy Điển đã bị từ chối và kháng cáo của ông bị bác.
Người tình nghi đăng ký ở cùng địa chỉ với một người khác có liên quan đến tội phạm tài chính. Ngày 9 tháng 4, cảnh sát trưởng Thụy Điển xác nhận rằng nghi phạm chính đã "tỏ ra quan tâm đến các tổ chức cực đoan như ISIS" 

### Những kẻ liên quan khác
Vào ngày 8 tháng 4, có thêm 5 người khác bị cảnh sát giam giữ. Ba người trong số họ bị bắt sau khi một chiếc xe hơi, mà chủ sở hữu của nó có liên hệ với nghi phạm chính, bị chặn lại ở Kungsholmen. Trong một cuộc đột kích riêng biệt, ở vùng ngoại ô của Vårberg, cảnh sát đã vào một căn hộ mà nghi phạm chính được cho là đã tới chỉ vài giờ trước cuộc tấn công; Ở đó, họ giam giữ ít nhất hai người.
Vào ngày 9 tháng 4, một người thứ hai bị bắt vì nghi ngờ về các tội ác khủng bố có giết người.